# Nyssia carniolica
Nyssia carniolica là một loài bướm đêm trong họ Geometridae.